# Irene Jung
Irene Jung (* 9. November 1954 in Karl-Marx-Stadt) ist eine deutsche Historikerin und Archivarin.

## Leben

### Herkunft und Ausbildung
Sie kam in der DDR zur Welt, zog aber bald mit ihren Eltern nach Crailsheim in Baden-Württemberg. Dort durchlief sie die schulische Ausbildung und legte im Juni 1974 am Albert-Schweitzer-Gymnasium ihr Abitur ab. 
Zum Wintersemester 1974/1975 immatrikulierte sie sich für ein Studium der Germanistik und Geschichte an der Justus-Liebig-Universität im mittelhessischen Gießen. Ihr erstes Staatsexamen für das Lehramt an Gymnasien in den Fächern Germanistik, Geschichte und Allgemeine Erziehungswissenschaft bestand sie im November 1979. Anschließend blieb sie ihrer Alma Mater als Doktorandin verbunden. Betreut von Doktorvater Hans Ramge wurde sie schließlich mit dem Rigorosum am 6. November 1984 promoviert. Ihre Dissertation trägt den Titel „Flurnamen an der mittleren Lahn. Eine Untersuchung der historischen und sprachlichen Entwicklung mittelhessischer Flurnamen am Beispiel von 14 Gemarkungen im Gebiet zwischen Gießen und Wetzlar“.

### Berufliches Wirken

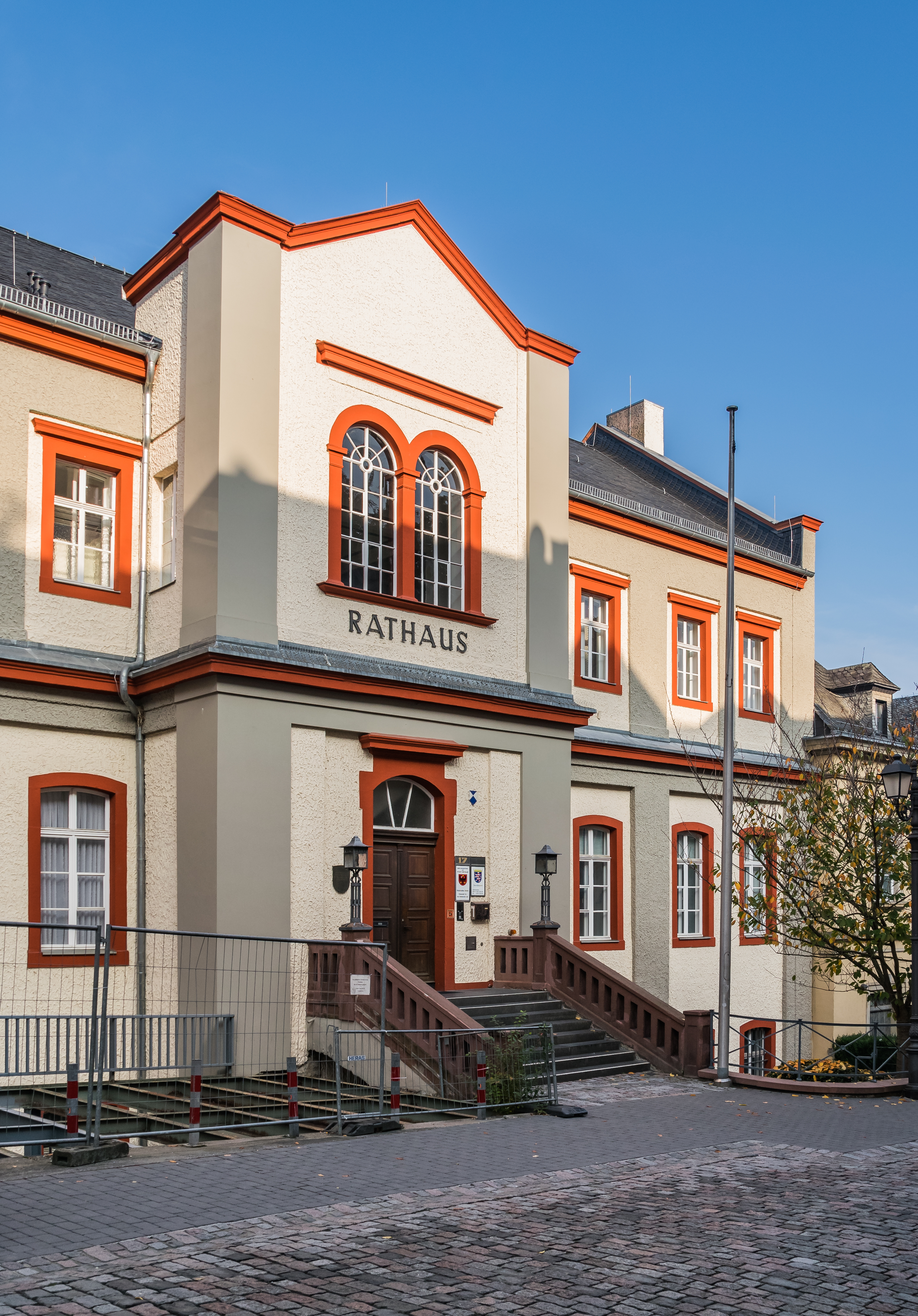
Das historische Archiv Wetzlar (Oktober 2018)

Bereits während ihres Studiums war Jung zwischen Februar 1977 und Dezember 1979 als wissenschaftliche Hilfskraft am Südhessischen Wörterbuch beteiligt, das am Fachbereich Germanistik der Universität erarbeitet wurde. Nach ihrem Abschluss wirkte sie dann zwischen Januar 1980 und Dezember 1981 als wissenschaftliche Mitarbeiterin am Hessischen Flurnamenarchiv des gleichen Fachbereiches mit. Im Rahmen ihrer Promotion knüpfte sie erste Kontakte nach Wetzlar, als sie im dortigen Historischen Archiv recherchierte. Zum 1. August 1985 erhielt sie eine Anstellung bei der Stadt und im Oktober 1986 übernahm sie als Nachfolgerin von Herbert Flender die hauptamtliche Leitung des Archives. Diese Position hatte sie fast 33 Jahre bis zu ihrer Pensionierung im August 2019 inne.
Jung ist vielfältig regionalgeschichtlich und als Vertreterin ihres Berufsstandes engagiert. So amtierte sie zwischen 2003 und März 2018 als Vorsitzende des Verbandes hessischer Kommunalarchivarinnen und Kommunalarchivare (VhK). Darüber hinaus ist sie (Stand: Oktober 2021) Vorsitzende der Heimatgeschichtlichen Arbeitsgemeinschaft Naunheim sowie Beisitzerin im Vorstand des Wetzlarer Geschichtsvereins. 

## Publikationen (Auswahl)
- Irene Jung: Wetzlar im Spiegel alter Postkarten. Geiger-Verlag, Horb am Neckar, 1991, ISBN 978-3-892-64557-3.
- Irene Jung: Schwere Zeiten in Wetzlar. 1939–1949. (Krieg – Befreiung – Neuanfang). Ausstellungsband zu einer Ausstellung des Historischen Archivs aus Anlass des 50. Jahrestages des Einmarsches der US-Amerikaner in Wetzlar am 29. März 1945. Magistrat der Stadt Wetzlar, Wetzlar, 1995.
- Irene Jung: Zeitreise durch Wetzlar. Ausflüge in die Vergangenheit. Wartberg Verlag, Gudensberg, 1995, ISBN 978-3-861-34270-0.
- Irene Jung: „Ihrem Herzen und Charakter Ehre machen“. Frauen wenden sich an das Reichskammergericht. In der Reihe: „Schriftenreihe der Gesellschaft für Reichskammergerichtsforschung“, Band 21. Wetzlar, 1998.
- Irene Jung: Wetzlar. Gestern und heute. Eine Gegenüberstellung. Wartberg Verlag, Gudensberg, 1998, ISBN 978-3-861-34459-9.
- Irene Jung: Wetzlar wie es früher war. Wartberg Verlag, Gudensberg, 2000, ISBN 978-3-861-34940-2.
- Irene Jung; Wolfgang Wiedl: Das Wetzlarer Statutenbuch. Eine Quelle zur Wetzlarer Stadtgeschichte der frühen Neuzeit. In der Reihe: „Sonderbände des Wetzlarer Geschichtsvereins“. Wetzlar, 2005.
- Irene Jung: Wetzlarer Frauen im 20. Jahrhundert. Magistrat der Stadt Wetzlar, Wetzlar, 2008.
- Irene Jung; Herbert H. G. Wolf: Wetzlar. Spaziergang durch die Stadt an der Lahn. Wartberg Verlag, Gudensberg, 2008, ISBN 978-3-831-31945-9.
- Irene Jung: Wetzlar. Eine kleine Stadtgeschichte. Sutton Verlag, Erfurt, 2010, ISBN 978-3-866-80715-0.
- Irene Jung; Wolfgang Wiedl: Wetzlar. Ein Blick in die Stadtgeschichte. Wartberg Verlag, Gudensberg, 2012, ISBN 978-3-831-32262-6.
- Irene Jung; Wolfgang Wiedl: Zwischen Propaganda und Alltagsnot. Wetzlar und der Erste Weltkrieg 1914–1918. Verlag Ph. C. W. Schmidt, Neustadt an der Aisch, 2016, ISBN 978-3-877-07096-3.